# Tahmina Kohistani
Tahmina Kohistani (ur. 18 czerwca 1989) – afgańska lekkoatletka, sprinterka.
Reprezentantka kraju podczas igrzysk olimpijskich w Londynie (2012) – w biegu na 100 metrów z czasem 14,42 ustanawiając swój rekord życiowy, zajęła ostatnie miejsce (na 24 sklasyfikowane w preeliminacjach zawodniczki) i odpadła z dalszej rywalizacji.